# Lee In-hwa
Lee In-hwa (nacido en noviembre de 1966) (Hangul: 이인화) es un escritor, crítico literario y profesor coreano.

## Biografía
El novelista y crítico literario Lee In-hwa nació en Daegu y se graduó y obtuvo un máster en Literatura Coreana por la Universidad Nacional de Seúl. Debutó en la literatura en 1988 con un ensayo crítico titulado "Estudio sobre Yang Guija" (Yang Guija ron), que se publicó en la revista Literatura y sociedad. Actualmente enseña literatura coreana en la Universidad de Mujeres Ewha.

## Obra
Lee In-hwa es un escritor poco usual de su generación, pues apoya al régimen de Park Chung-hee y en su novela El camino del hombre presenta a Park Chung-hee como un héroe, un punto de vista que enseguida llamó la atención de la prensa y creó una gran controversia intelectual. Como miembro de la generación 386, era de esperarse que se manifestara en contra de la dictadura y a favor de la democracia, pero no fue así, por lo que fue tildado de escritor ultraconservador.
Como puede deducirse del título inspirado en Hamlet de su primera novela ¿Quién puede decirme quién soy? (Naega nuguinji malhalsu inneun janeun nuguinga), describe la locura de los años ochenta en Corea y se pregunta si alguien puede encontrar su verdadero yo en esa época. Su actitud crítica hacia los años ochenta puede ser un paso necesario para pasar a la literatura de los noventa, pero fue criticado por su menosprecio unidimensional de una época dolorosa de la historia moderna de Corea.
El imperio eterno (Yeongwonhan jeguk), escrito de forma parecida a El nombre de la Rosa de Umberto Eco, toma prestados elementos de la novela detectivesca para trazar el misterio que rodea a la muerte del príncipe Sado y a su hijo, el rey Jeongjo. Una novela entretenida y con potencial para convertirse en un éxito masivo, El imperio eterno también fue objeto de una gran controversia por su sobreinterpretación de la historia y las declaraciones conservadoras que contiene. En general, sus obras muestran una fuerte tendencia política: a veces parece tomar las páginas de su propia novela para expresar sus propios puntos de vista sobra la política y promocionar ciertos sucesos sociopolíticos e históricos.

## Obras en coreano (lista parcial)
- Quién puede decirme quién soy (Naega nuguinji malhalsu inneun janeun nuguinga, 1992)
- El imperio eterno (Yeongwonhan jeguk, 1993)
- El camino del hombre (Ingan-ui gil, 1997)
- El aroma del verde campo (Chowon-ui hyanggi, 1998)
- Flor del  cielo (Haneul kkot, 2002).

## Premios
- Premio de Escritores de Literatura Mundial (1992)
- Premio Literario Yi Sang